# David Soria
David Soria Solís (Madrid, 4 aprile 1993) è un calciatore spagnolo, portiere del Getafe.

## Carriera
Il 16 luglio 2013, viene aggregato al Siviglia B. Nel corso della stagione 2015-2016 passa in prima squadra dove va spesso in panchina, diventando così di fatto il terzo portiere a tutti gli effetti degli andalusi, alle spalle del suo connazionale Sergio Rico e dell'esperto portiere portoghese Beto, fa il suo esordio ufficiale il 2 dicembre 2015 con il Siviglia in Coppa del Re, nella partita vinta 0-3 contro l'UD Logroñés. Il 18 febbraio 2016 debutta invece in Europa League, giocando da titolare nella partita dei sedicesimi d'andata vinta 3-0 contro il Molde.
Il 20 maggio 2017 debutta in Liga nella partita interna contro l'Osasuna terminata col punteggio di 5-0 per gli andalusi.

## Statistiche

### Presenze e reti nei club
Statistiche aggiornate al 21 maggio 2024
| Stagione                 | Squadra                  | Campionato               | Campionato | Campionato | Coppe nazionali | Coppe nazionali | Coppe nazionali | Coppe continentali | Coppe continentali | Coppe continentali | Altre coppe | Altre coppe | Altre coppe | Totale | Totale |
| Stagione                 | Squadra                  | Comp                     | Pres       | Reti       | Comp            | Pres            | Reti            | Comp               | Pres               | Reti               | Comp        | Pres        | Reti        | Pres   | Reti   |
| ------------------------ | ------------------------ | ------------------------ | ---------- | ---------- | --------------- | --------------- | --------------- | ------------------ | ------------------ | ------------------ | ----------- | ----------- | ----------- | ------ | ------ |
| 2013-2014                | Siviglia Atlético        | SDB                      | 16         | -15        | -               | -               | -               | -                  | -                  | -                  | -           | -           | -           | 16     | -15    |
| 2014-2015                | Siviglia Atlético        | SDB                      | 34         | -30        | -               | -               | -               | -                  | -                  | -                  | -           | -           | -           | 34     | -30    |
| 2015-2016                | Siviglia Atlético        | SDB                      | 4          | -1         | -               | -               | -               | -                  | -                  | -                  | -           | -           | -           | 4      | -1     |
| Totale Siviglia Atlético | Totale Siviglia Atlético | Totale Siviglia Atlético | 54         | -46        |                 | -               | -               |                    | -                  | -                  |             | -           | -           | 54     | -46    |
| 2015-2016                | Siviglia                 | PD                       | 0          | 0          | CR              | 4               | 0               | UCL+UEL            | 0+9                | 0 + -8             | SU          | 0           | 0           | 13     | -8     |
| 2016-2017                | Siviglia                 | PD                       | 1          | 0          | CR              | 2               | -4              | UCL                | 0                  | 0                  | SU+SS       | 0           | 0           | 3      | -4     |
| 2017-2018                | Siviglia                 | PD                       | 15         | -19        | CR              | 3               | -5              | UCL                | 2                  | -2                 | -           | -           | -           | 20     | -26    |
| Totale Siviglia          | Totale Siviglia          | Totale Siviglia          | 16         | -19        |                 | 9               | -9              |                    | 11                 | -10                |             | 0           | 0           | 36     | -38    |
| 2018-2019                | Getafe                   | PD                       | 37         | -34        | CR              | 0               | 0               | -                  | -                  | -                  | -           | -           | -           | 37     | -34    |
| 2019-2020                | Getafe                   | PD                       | 38         | -37        | CR              | 0               | 0               | UEL                | 4                  | -4                 | -           | -           | -           | 42     | -41    |
| 2020-2021                | Getafe                   | PD                       | 28         | -31        | CR              | 1               | -1              | -                  | -                  | -                  | -           | -           | -           | 29     | -32    |
| 2021-2022                | Getafe                   | PD                       | 38         | -41        | CR              | 0               | -0              | -                  | -                  | -                  | -           | -           | -           | 38     | -41    |
| 2022-2023                | Getafe                   | PD                       | 38         | -45        | CR              | 1               | -0              | -                  | -                  | -                  | -           | -           | -           | 39     | -45    |
| 2023-2024                | Getafe                   | PD                       | 37         | -52        | CR              | 2               | -3              | -                  | -                  | -                  | -           | -           | -           | 39     | -55    |
| Totale Getafe            | Totale Getafe            | Totale Getafe            | 216        | -240       |                 | 2               | -3              |                    | 4                  | -4                 |             | 0           | 0           | 223    | -248   |
| Totale carriera          | Totale carriera          | Totale carriera          | 286        | -305       |                 | 13              | -13             |                    | 15                 | -14                |             | 0           | 0           | 314    | -332   |

## Palmarès

### Club

#### Competizioni internazionali
- UEFA Europa League: 1

Siviglia: 2015-2016

### Individuale
- Squadra della stagione della UEFA Europa League: 1

2015-2016